# Wappen der Gemeinde Oberehrenbach
Das Wappen der Gemeinde Oberehrenbach war von 1952 bis zur Auflösung der Gemeinde am 1. Mai 1978 das offizielle Hoheitszeichen von Oberehrenbach (Landkreis Forchheim). Das Wappen zeigt in silbernem Schild einen stehenden Bauer, der in der Rechten eine blaue Pflugschar emporhält und die Linke in die Hüfte stemmt.

## Geschichte
Oberehrenbach führte – für eine Landgemeinde äußerst selten – schon im 17. Jahrhundert ein Wappensiegel. Bei der Neugestaltung des Gemeindewappens wurde das einstige Siegelbild der „freyen Gemeine“ nahezu unverändert übernommen. Die Tingierung knüpft an die Bauerntracht an, wie sie noch im 19. Jahrhundert im fränkischen Unterland getragen wurde.
Die Zustimmung zur Führung des Wappens erfolgte durch Entschließung des Bayerischen Staatsministeriums des Innern vom 12. August 1952.